# 候鳥無人機
候鳥無人機是伊朗自製軍用無人機，目前發展到四代，適於低空偵查，除夜間監視攝影機組，還能安裝雷射標定器指引戰機投下炸彈。
早在1990年代的阿富汗內戰就有報導戰場出現不明所屬方的候鳥無人機早期型，其在1000英尺高度下都能作業，2010年後美國衛星發現委內瑞拉的工廠也在生產候鳥，可能是伊朗技術轉移，本機理論上能裝載輕型小飛彈和火箭執行攻擊，本身也能攜炸藥自殺式攻擊。2015年五月土耳其陸軍宣布在領空內擊落一架不明所屬候鳥。